# The Vision Bleak
The Vision Bleak — немецкая готик-метал-группа, сформированная в 2000 году участником группы Empyrium Маркусом Штоком (псевдоним — Ulf Theodor Schwadorf) и экс-участником Nox Mortis и Ewigheim Тобиасом Шёнеманном (псевдоним — Allen B. Konstanz).

## Состав
- Ulf Theodor Schwadorf (Markus Stock) — гитара, бас-гитара, клавишные
- Allen B. Konstanz (Tobias Schönemann) — вокал, ударная установка, клавишные

### Сессионные музыканты
- Friedemann Wetzel — Первая скрипка
- Dietlind Mayer — Вторая скрипка, виола
- Uwe Schanchner — Виолончель, контрабас
- Thomas Helm — вокал-тенор

## Дискография

### Студийные альбомы
- 2004 — The Deathship Has a New Captain
- 2005 — Carpathia - A Dramatic Poem
- 2007 — The Wolves Go Hunt Their Prey
- 2010 — Set Sail To Mystery
- 2013 — Witching Hour
- 2016 — The Unknown
- 2024 — Weird Tales

#### Демозаписи
- 2002 — Songs of Good Taste

### Синглы
- 2003 — «The Vision Bleak»
- 2005 — «Carpathia»
- 2007 — «Club Single»
- 2016 — «The Kindred Of The Sunset»